# Purple Heart

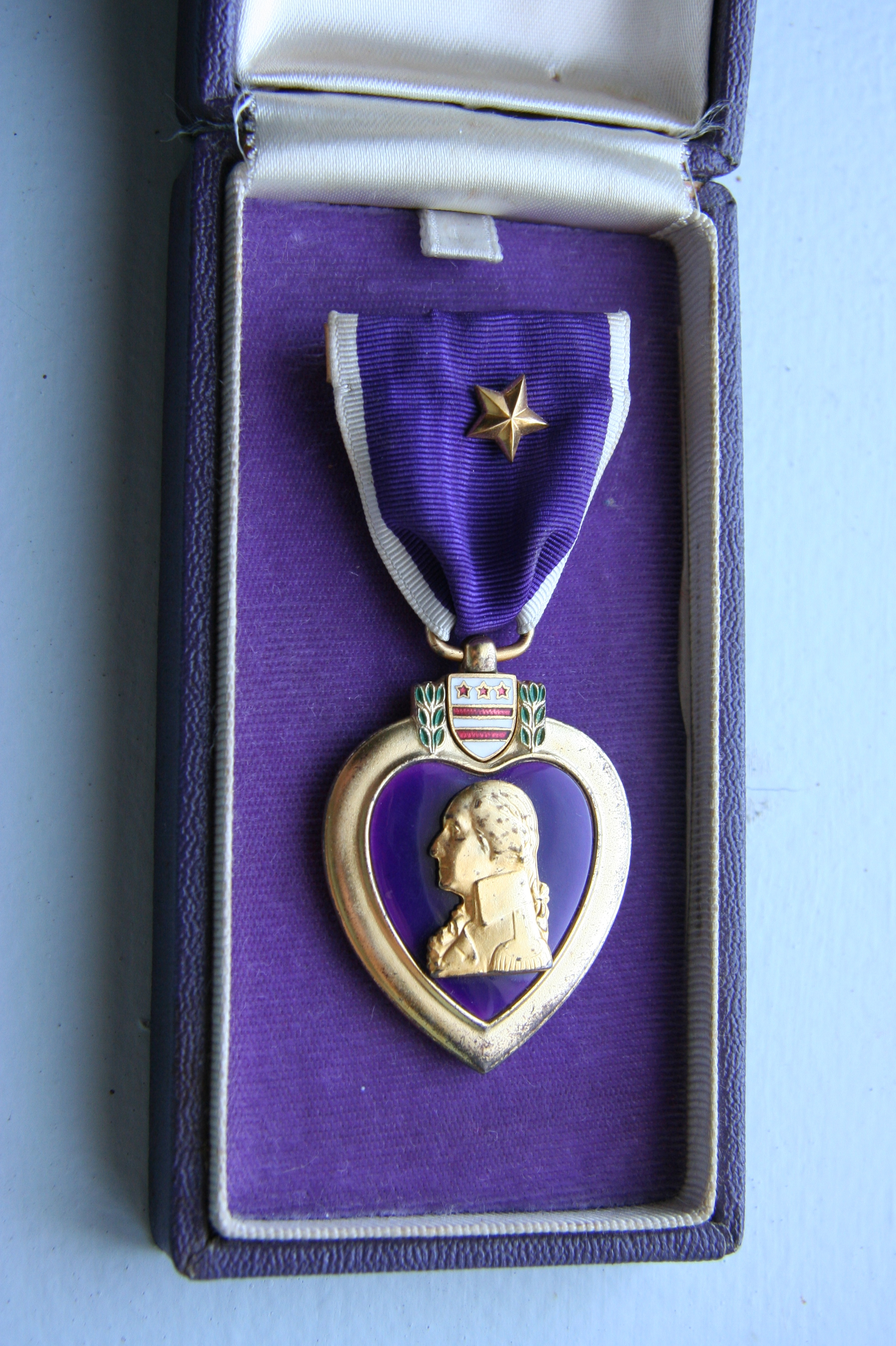
Purple Heart din cel de-al Doilea Război Mondial în casetă de prezentare

Purple Heart este o decorație militară SUA acordată în numele Președintelui SUA pentru cei care au fost răniți sau uciși în serviciu militar. Decorația se acordă din 5 aprilie 1917. Cu predecesorul său, Badge of Military Merit, Purple Heart este cea mai veche decorație acordată în prezent militarilor SUA, singura decorație mai veche fiind învechitul Fidelity Medallion.
Inițial a fost creat de George Washington, pe atunci comandant al Armatei Continentale și pe decorație se află imaginea lui George Washington.
Cu toate că acordarea sa nu a fost niciodată abolită, după Războiul de Independență al Statelor Unite ale Americii nu s-a mai acordat, propunându-se oficial acordarea sa doar după Primul război mondial
În 7 ianuarie 1931 General Douglas MacArthur, a redeschis confidențial problema aspectului medaliei solicitând concursul Comisiei de Arte Frumoase din Washington. Noul design al decorației fost lansat la comemorarea bicentenală a nașterii lui George Washington, primind atunci și denumirea actuală de Purple Heart/ Inimă purpurie. Primul Purple Heart i-a fost acordat generalului Douglas MacArthur
În timpul celui deal Doilea Război Mondial erau decorați atât cei răniți în luptă cât și cei cu performanțe merituoase în serviciul militar.
Odată cu înființarea decorației Legion of Merit s-a abolit acordarea decorației pentru performanțe merituoase în serviciul militar.
Directiva Executivului din 25 aprilie 1962 a stabilit și acordarea postumă a decorației.
La 23 februarie 1984 s-a stabilit ca decorația să fie acordată și celor care au fost răniți sau decedați în urma unui atac terorist iar în 28 martie 1973 și pentru cei în misiuni armate de menținere a păcii, apoi și în cazul rănirii/decesului cauzat de "Friendly fire"
În timpul celui de al Doilea Război Mondial înainte de invazia Japoniei s-au fabricat anticipat 500.000 Purple Heart anticipând numărul de răniți și decedați. Până în zilele noastre socotit de la acea dată incluzând pierderile din Războiul din Coreea și Războiul din Vietnam acel număr nu a fost depășit, fiind în stoc încă 120,000 decorații Purple Heart.. There are so many in surplus that combat units in Iraq and Afghanistan are able to keep Purple Hearts on-hand for immediate award to wounded soldiers in the field.
În secția "Istorie" a revistei National Geographic numărul noiembrie 2009 se estimează că aceste decorații au fost acordate ca mai jos(pag.33)).
- Primul război mondial: 320 518
- Al Doilea Război Mondial: 1 076 245
- Războiul din Coreea: 118 650
- Războiul din Vietnam: 351 794
- Războiul din Golf: 607
- Războiul din Afganistan: 7 027 (la 5 iunie 2010)
- Războiul din Irak: 35 321 (la 5 iunie 2010)

Criteriile de acordare a decorației Purple Heart se pot găsi în format .pdf la adresa: United States Army regulation 600-8-22 Arhivat în 22 iulie 2011, la Wayback Machine.

## Persoane cunoscute care au primit decorația
- Pat Tillman, Arizona Cardinals
- Carlos Hathcock, lunetist cu 93 misiuni cu reușită confirmată în Războiul din Vietnam
- James Arness, actor
- J. Herbert Burke, U.S. Representative din Florida
- James Garner, actor
- Charles Bronson, actor
- Kurt Vonnegut, Jr., scriitor
- Oliver Stone, regizor
- Richard Winters, maior în cel de al doilea război mondial
- Dale Dye, actor
- Warren Spahn, jucător de baschet
- Lee Marvin, actor
- Charles Durning, actor
- Charles Franklin Hildebrand, journalist și publicist
- Audie Murphy, Medal of Honor cel mai decorat soldat american în cel de al doilea război mondial, actor
- John Kerry, Massachusetts Senator
- John McCain, Arizona Senator
- John F. Kennedy, cel de al 35-lea președinte al SUA
- General Wesley Clark
- Bruce Sundlun, fost guvernator al Rhode Island.
- Steponas Darius, aviator, participant la primul război mondial
- Rod Serling, creator și scriitor în 1959 al The Twilight Zone.
- Robert M. Polich, Sr.
- Colin Powell, general, fost secretar de stat
- Charles P. Roland, istoric
- Eric Shinseki, general
- Gilbert R. Tredway, istoric american
- Robert Leckie US Marine ( 1923-2001 ) și autor. Unul din protagoniștii The Pacific
- Ron Kovic, scriitor
- James Jones, scriitor
- Rocky Bleier, jucător fotbal Pittsburgh Steelers
- Manny Babbitt, executat în California, 1999.

## Decorații similare acordate pentru rănire sau deces în misiune militară

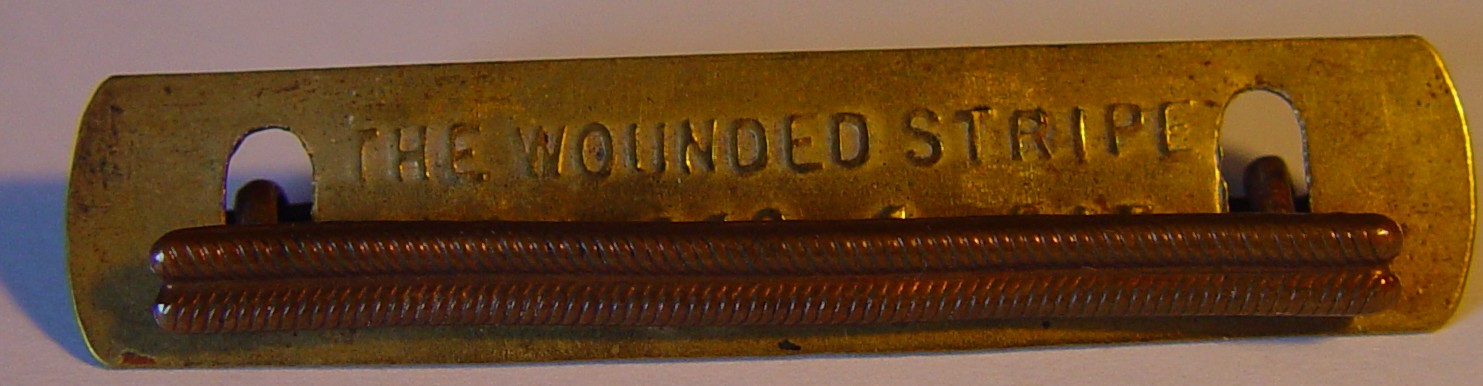
WWI-Marea Britanie(rănire)
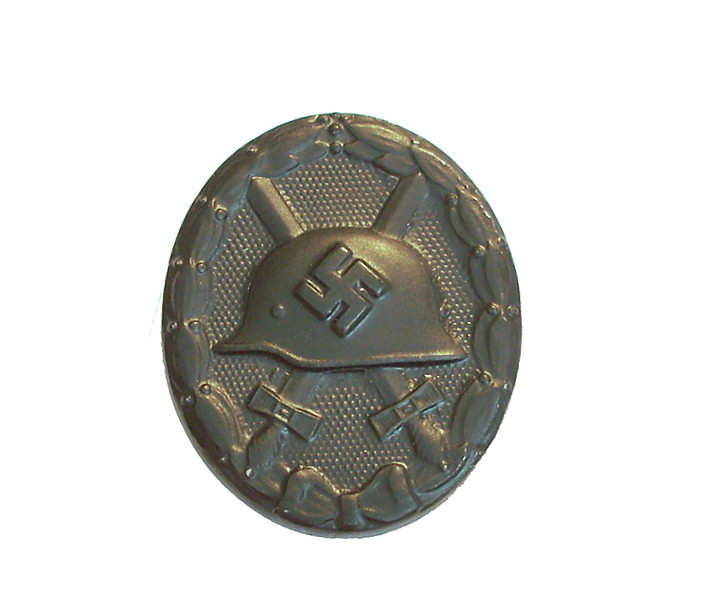
Verwundetenabzeichen - Germania Nazistă(rănire)